# Al·luaudita
L'al·luaudita és un mineral de la classe dels minerals fosfats, i dins d'aquesta pertany a l'anomenat grup de l'al·luaudita. Va ser descoberta l'any 1848 al municipi de Skellefteå (Suècia), sent nomenada així en honor de François Alluaud, ceramista francès.

## Característiques químiques
És un fosfat anhidre de sodi, calci, magnesi, ferro i manganès, sense anions addicionals. A la intempèrie s'altera transformant-se en heterosita i purpurita.
Forma una sèrie de solució sòlida amb la ferroal·luaudita (NaFe2+(Fe3+)₂(PO₄)₃), en la qual la substitució gradual del magnesi i manganès per més ferro va donant els diferents minerals de la sèrie.

## Formació i jaciments
Es forma com un producte de l'alteració dels minerals varulita i arrojadita-(KFe). Molt comú en roques pegmatites de tipus granit, on es forma per metasomatisme sòdic de litiofilites-trifilites, purpurita o ferrisicklerita. També es forma en nòduls fosfàtics en lutites.
Sol trobar-se associat a altres minerals com trifilita, arrojadita, satterlyita, wicksita, wolfeíta o pirita.
Als territoris de parla catalana ha estat descrita al Cap de Creus (Alt Empordà), així com al camp de pegmatites de Cotlliure, al Rosselló.